# Krókos
Krókos är en ort i Grekland.   Den ligger i prefekturen Nomós Kozánis och regionen Västra Makedonien, i den norra delen av landet, 300 km nordväst om huvudstaden Aten. Krókos ligger 569 meter över havet och antalet invånare är 3 004.
Terrängen runt Krókos är kuperad åt nordväst, men åt sydost är den platt.Runt Krókos är det ganska tätbefolkat, med 62 invånare per kvadratkilometer. Närmaste större samhälle är Kozani, 4,8 km nordväst om Krókos. Trakten runt Krókos består till största delen av jordbruksmark.